# Taxa (matemàtica)
|  | Aquest article tracta sobre la taxa en finances. Vegeu-ne altres significats a «Taxa». |

Una taxa o tipus (en anglès: rate, en castellà: tasa; en francès: Taux; en italià: Tasso) és en matemàtica una divisió -raó aritmètica- entre dues magnituds que s'expressa generalment com a percentatge per definir la relació entre aquestes magnituds; si la magnitud respecte de la qual està variant no és especificada, normalment la taxa és per unitat de temps. En finances s'empra preferiblement l'expressió «tipus» per bé que també apareix la forma «taxa»; per exemple: taxa o tipus d'interès (interest rate), taxa o tipus de canvi (exchange rate), taxa o tipus de gravamen (tax rate), taxa de l'IPC (inflation rate), Taxa Interna de Rendibilitat (internal rate of return), taxa d'atur (unemployment rate), taxa d'activitat (participation rate), taxa de descompte (discount rate) o Taxa Anual Equivalent (effective interest rate).

{\displaystyle {\mbox{Taxa o Tipus}}={\frac {\mbox{Retorn (en 1 any)}}{\mbox{Inversió}}}={\frac {\mbox{1.000 euros}}{\mbox{10.000 euros}}}{\mbox{=0,10 }}=10\%{\mbox{ anual}}}

{\displaystyle {\mbox{Taxa o Tipus}}={\frac {\mbox{Dòlar}}{\mbox{Euro}}}={\frac {\mbox{140 dòlars}}{\mbox{100 euros}}}{\mbox{=1,4}}}